# Parakramabahu III
Parakramabahu III fou rei de Dambadeniya (1283-1310). Era nebot de Bhuvaneka Bahu I al que va succeir.
Durant el seu regnat l'illa va ser envaïda per un exèrcit dels Pandya dirigit per un cap de nom Chakravatti. Els invasors van aconseguir ocupar la fortalesa de Yapahuwa i emportar-se la sagrada Dent de Buda. Però Parakramabahu va aconseguir en retornar la relíquia a l'illa a través d'una visita personal que va fer al rei Pandya, per mitjans diplomàtics. A la seva tornada a l'illa la Dent Sagrada fou depositada al temple on havia estat anteriorment a Polonnaruwa.
Parakramabahu III va regnar el reste de la seva vida; es va regir sempre pel codi de Manu. El va succeir el seu nebot Bhuvaneka Bahu II (fill de Bhuvaneka Bahu I).